# كريم أباد (بشتكوه)
کریم أباد (بالفارسية: کریم‌آباد) هي قرية تقع في إيران في Poshtkuh Rural District. يقدر عدد سكانها بـ 353 نسمة .